# Torhout

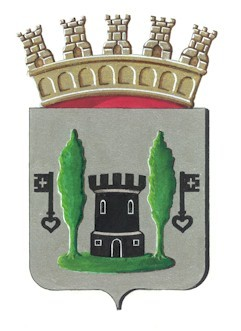
Torhouts vapen

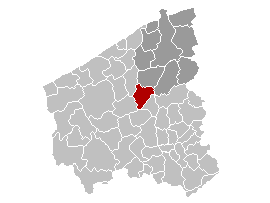
Torhouts läge inom provinsen Västflandern

Torhout är en kommun i provinsen Västflandern i regionen Flandern i Belgien. Torhout hade 19 755 invånare per 1 januari 2008.